# Davidson Lampariello
Davidson Roberto de Moraes Lampariello (San Paolo, 16 ottobre 1980) è un ex pallavolista brasiliano naturalizzato italiano.
Giocava nel ruolo di schiacciatore; è il figlio del pallavolista Domingos Maracanã.

## Carriera
La carriera di Davidson Lampariello inizia nel campionato brasiliano, dove veste le maglie di tre società della città di San Paolo: La Sociedade Esportiva Palmeiras, l'Esporte Clube União Suzano e l'Esporte Clube Pinheiros.
Nella stagione 2004-05 si trasferisce in Portogallo, nel Club Sport Madeira. Nella stagione 2005-06 arriva in Italia, dove gioca due campionati nelle serie minori con la Pallavolo Cosenza. Gioca una parte della stagione 2007-08 nella Pallavolo Pineto, per poi ottenere un ingaggio definitivo come libero in Serie A1 per le stagioni 2008-09 e 2009-10.
Dalla stagione 2010-11 alla stagione 2013-14 veste la maglia dell'Associazione Sportiva Volley Lube di Macerata, alternando il ruolo di schiacciatore a quello di libero. Con la società marchigiana vince la Challenge Cup 2010-11, lo scudetto 2011-12 e la Supercoppa italiana 2012.
Durante la stagione 2013-14 riceve un'offerta dalla società del Sichuan Nanzi Paiqiu Dui, trasferendosi così nella Chinese Volleyball League per il resto della stagione. Chiusa l'esperienza cinese torna in Brasile, dove disputa la prima parte del campionato 2014-15 in Superliga Série B, con la maglia del Bento Vôlei; il 25 febbraio 2015 viene ufficializzato il passaggio al Corigliano Volley, società italiana militante nella seconda divisione nazionale. Chiude la stagione alla LPR Piacenza.

## Palmarès

### Club
- Campionato italiano: 1

2011-12
- Supercoppa italiana: 1

2012
- Challenge Cup: 1

2010-11